# Zara (marca)
Zara és una cadena de botigues de moda presta pertanyent al grup Inditex fundada per Amancio Ortega Gaona. És la cadena insígnia de l'empresa i està representada en Europa, Amèrica, Àfrica i Àsia amb 1.412 botigues a 69 països, 500 d'elles a Espanya. Cal dir que algunes botigues de Zara també alberguen les botigues Zara Kids i Zara Home. Durant el 2007 es van obrir 560 botigues de tot el grup. Algunes de les seves botigues operen sota la marcaLeftiesiZara Reduced, orientades a vendre roba molt barata i restes sobrants de temporada.
El 2004, la seva xifra de negoci era de 3.819,6 milions d'euros i representava el 67,8% de les vendes de Inditex. Compta amb quatre centres logístics, el principal situat a Arteixo, (Espanya), on va obrir el primer magatzem el 1975 i tres a Saragossa, Madrid i Tordera (Catalunya). Recentment va obrir la primera botiga a la Xina continental, a la ciutat de Xangai.

## Història

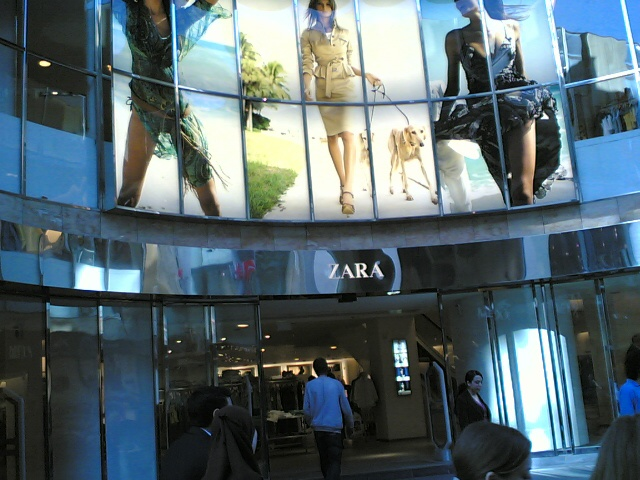
Botiga Zara a Brussel·les, Bèlgica.

El 1975 s'obre la primera botiga Zara, a La Corunya, prop de les fàbriques d'Arteixo, al nord d'Espanya. S'uneix al negoci José María Castellano, professor d'una escola de negocis i amant de la tecnologia, com a mà dreta de Amancio Ortega Gaona, convertint a l'empresa com un model de logístic.
El 1988 Zara obre la seva primera botiga fora d'Espanya, a Portugal.
El 1994 obre botiga a Suècia, llar del seu competidor més proper, H&M.
El 2005, Pablo Isla substitueix al president executiu José Maria Castellano i comença una reestructuració de la logística, a la recerca d'eficiència.

## Crítiques
Al llarg dels anys Zara ha estat objecte de repetides recerques judicials per l'explotació dels treballadors en condicions similars a l'esclavitud. 
El 2013, a Dacca, Bangladesh, es va produir l'esfondrament de l'edifici Rana Plaza, on hi havia una de les fàbriques tèxtils que treballen per Zara (controlada pel grup Inditex) i on van morir almenys 381 treballadors. L'associació "Clean Clothes Campaign" (Campanya de Roba Neta) ha acusat Inditex de no controlar les condicions de seguretat de les empreses a les quals confia la gestió dels seus productes.

## Model de negoci

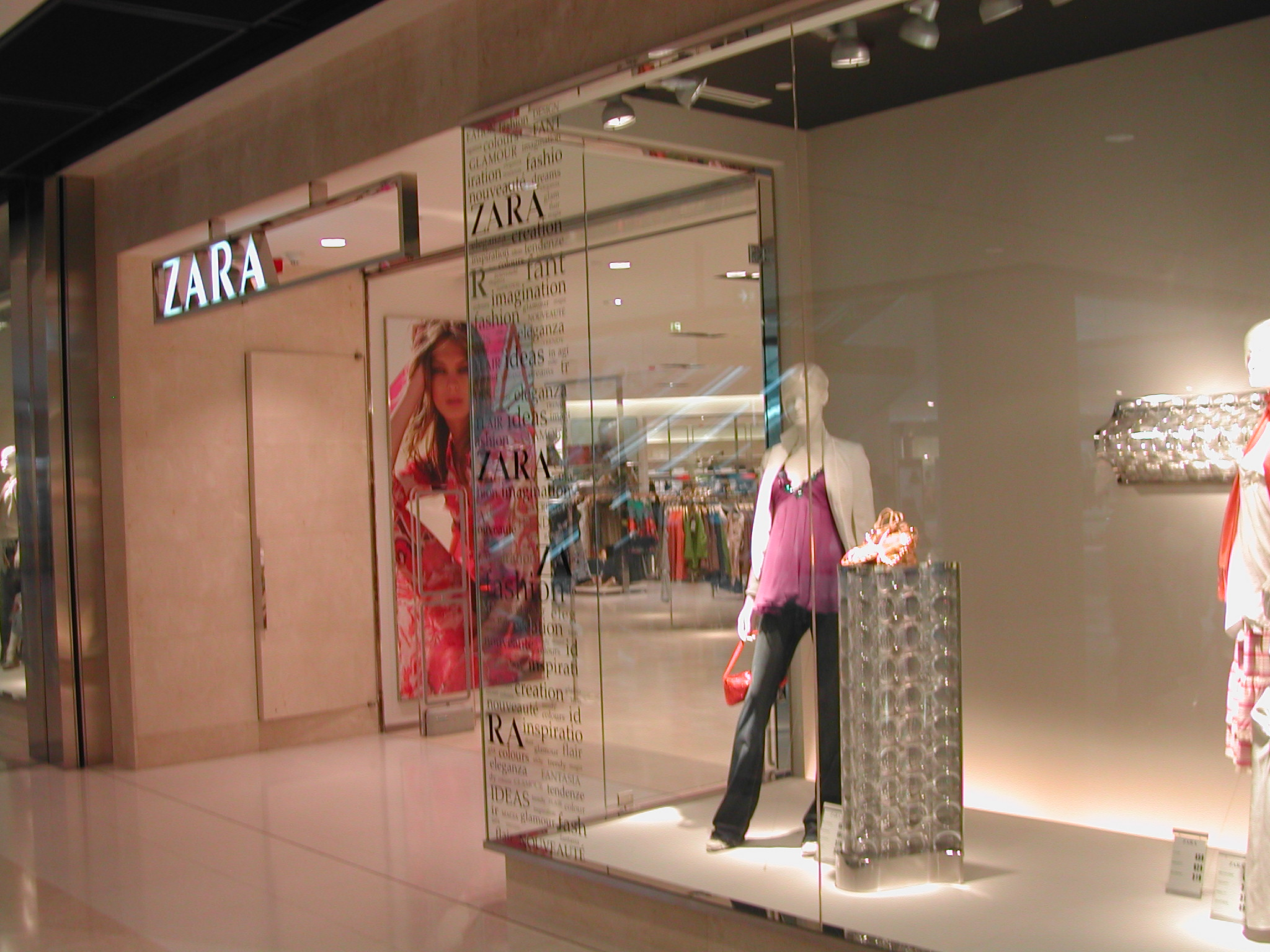
Botiga de Zara a Hong Kong

Zara ofereix roba de tendència de qualitat mitjana a un públic femení, adolescent, masculí i infantil Zara Kids. D'aquesta mateixa marca deriva una línia d'articles per a la llar Zara Home. Les seves filials ofereixen més roba per a totes les edats, (Massimo Dutti, Pull and Bear, Oysho, Bershka, Stradivarius Uterqüe.

## Zara Kids
La majoria de botigues Zara compten amb una secció per a nens i nenes. L'edat d'aquesta secció és des d'un any fins als catorze.

## Botigues
Hi ha més de 2000 botigues de Zara en 88 estats. Algunes d'aquestes botigues operen com a botigues Lefties en comptes de Zara, una marca de roba de baix cost. Aquest és el nombre de botigues de Zara a cada estat, a data de 31 de juliol de 2014:
| Àfrica - Egipte: 5 - Sud-àfrica: 5 - Marroc: 4 - Tunísia: 2 - Algèria: 1 | Amèrica - Mèxic: 57 - Brasil: 52 - Estats Units: 52 - Canadà: 26 - Colòmbia: 11 - Argentina: 10 - Veneçuela: 10 - Xile: 9 - Costa Rica: 2 - República Dominicana: 2 - Equador: 2 - El Salvador: 2 - Guatemala: 2 - Hondures: 2 - Panamà: 2 - Perú: 2 - Puerto Rico: 2 - Uruguai: 2 | Àsia-Oceania - R.P. de la Xina: 157 - Japó: 92 - Corea del Sud: 41 - Turquia: 37 - Aràbia Saudita: 28 - Israel: 23 - Índia: 15 - Austràlia: 13 - Índia: 12 - Hong Kong: 11 - Tailàndia: 11 - Emirats Àrabs Units: 10 - Malàisia: 9 - Filipines: 8 - Singapur: 8 - Taiwan: 7 - Líban: 7 - Kuwait: 6 - Kazakhstan: 4 - Armènia: 2 - Azerbaidjan: 2 - Bahrain: 2 - Geòrgia: 2 - Jordània: 2 - Macau: 2 - Qatar: 2 - Oman: 1 | Europa - Espanya: 453 - França: 129 - Itàlia: 102 - Rússia: 84 - Portugal: 79 - Alemanya: 78 - Regne Unit: 66 - Polònia: 47 - Grècia: 46 - Bèlgica: 27 - Països Baixos: 25 - Romania: 21 - Suïssa: 16 - Àustria: 12 - Suècia: 10 - Croàcia: 9 - Irlanda: 9 - Ucraïna: 9 - Hongria: 8 - Txèquia: 7 - Bulgària: 6 - Xipre: 6 - Eslovènia: 5 - Finlàndia: 4 - Letònia: 4 - Lituània: 4 - Sèrbia: 4 - Luxemburg: 3 - Noruega: 3 - Eslovàquia: 3 - Bòsnia i Hercegovina: 2 - Dinamarca: 2 - Estònia: 2 - Islàndia: 2 - Albània: 1 - Andorra: 1 - Macedònia del Nord: 1 - Malta: 1 - Mònaco: 1 - Montenegro: 1 |